# Oluf Bang (författare)
Oluf Bang, född 22 augusti 1882, död 28 oktober 1957, var en dansk författare.
Bang blev juris kandidat 1905, var anställd i arbetsministeriet 1909-1920 och 1922-1928, domare 1920-22 och teaterinstruktör vid Statsradiofonin. Bang skrev romanen Byen (1924) med motiv från Köpenhamns överklassliv samt en rad skådespel, historiska och moderna, präglade av säker teknik. De mest betydande har uppförts på Dagmarteatret och Det kongelige Theater, däribland Dommeren (1925), Kvinden paa Fyrre (1927), Ære (1927), Fru September (1933), Judas (1935) och Gudernes Gave (1943). 
Bang har även skrivit flera hörspel som blivit framgångar och har som chef för teateravdelningen vid dansk radio haft betydelse för den höga nivå, varpå den dramatiska repertoaren hölls. Bang framträdde även som gästinstruktör i svensk radio.